# County-Klasse (1962)
Die County-Klasse, die zweite nach einer gleichnamigen Klasse Schwerer Kreuzer aus der Zwischenkriegszeit, war eine Zerstörer-Klasse der Royal Navy und der Marinen Chiles und Pakistans. Sie waren die ersten Lenkwaffenzerstörer des Vereinigten Königreiches.

## Geschichte
Die Royal Navy benötigte nach Beginn des Kalten Krieges einen Schiffstyp mit der Primäraufgabe der Luftabwehr von Trägerkampfgruppen im Umfeld einer möglichen nuklearen Auseinandersetzung in der damaligen Zeit. Erstmals sollte die Fliegerabwehr hauptsächlich durch Boden-Luft-Raketen erfolgen, Flugabwehrkanonen waren jedoch als Sekundärbewaffnung vorgesehen.
Insgesamt wurden acht Schiffe in zwei Baulosen ab 1956 bestellt. Die Schiffe des modifizierten zweiten Bauloses wurden ab 1961 bestellt. Ein quasi drittes stark modifiziertes Baulos stellte die Bristol-Klasse dar, von der jedoch lediglich das Typschiff, HMS Bristol fertiggestellt wurde.
Während ihre aktiven Dienstzeit wurden die Einheiten neben nationalen Aufgaben regelmäßig zu NATO-Manövern abgestellt, wozu auch die Teilnahme an der ständigen Nordatlantikflottille STANAVFORLANT gehörte. Daneben patrouillierten die Zerstörer auch in Übersee, zum Beispiel in der Karibik, im Persischen Golf und in Südostasien, wo das Vereinigte Königreich in den 1960er Jahren noch starke Präsenz zeigte.
Die Schiffe wurden mehrfach während ihrer Dienstzeit modernisiert.
Die Zerstörer des ersten Baulose wurden alle um 1980 außer Dienst gestellt, wobei das jüngste Schiff an Pakistan abgegeben wurde. Dort wurde die Babur Anfang der 1990er Jahre durch eine Fregatte gleichen Namens der ebenfalls britischen Amazon-Klasse ersetzt.
Zwei der Schiffe des zweiten Bauloses nahmen zum Ende ihrer Dienstzeit in der Royal Navy im Südatlantik am Falklandkrieg teil, wo sie beide durch Feindeinwirkung beschädigt wurden. Details hierzu siehe auf den Seiten der beteiligten Einheiten Antrim und Glamorgan. Im weiteren Verlauf der 1980er Jahre wurden auch die restlichen Schiffe außer Dienst gestellt. Die Nachfolger waren die, ebenfalls in mehreren Baulosen zulaufenden, Zerstörer der Sheffield-Klasse.
Alle vier Zerstörer des zweiten Bauloses wurden durch Chile erworben, wo die letzten noch bis ins erste Jahrzehnt des 21. Jahrhunderts in Dienst standen. Mit Zulauf der ebenfalls aus zweiter Hand erworbenen je zwei Fregatten der Jacob-van-Heemskerck-Klasse und der Karel-Doorman-Klasse aus Beständen der Niederlande sowie drei der Duke-Klasse der Royal Navy wurden die Zerstörer endgültig ausgemustert.

## Technik
Die Schiffe wurden um ihr Haupteinsatzwaffensystem, das GWS.1 Seaslug Luftzielflugkörpersystem, herumgebaut. Ergänzt wurde das System Seaslug durch das System SeaCat. Erste Entwürfe aus dem Jahr 1954 sahen ein 3550 t Schiff mit einem Zwillingstarter für die Seaslug vor. In den folgenden beiden Jahren wurde der Entwurf mehrfach überarbeitet. Der endgültige Entwurf wurde 1956 eingefroren, die Größe der Schiffe hatte sich auf 5980 Tonnen deutlich erhöht. Neben Rohrwaffen war nunmehr auch ein Bordhubschrauber vorgesehen.
Das Raketenmagazin war im Vorschiff untergebracht und wurde durch einen Tunnel zur Startvorrichtung im hinteren Bereich transportiert, in dem letzte Überprüfungen durchgeführt und die Steuer- und Tragflächen montiert wurden. Anfangs als reiner Luftzielflugkörper geplant, konnte er später, nur leicht modifiziert, aufgrund seiner Masse und kinetischen Energie beim Aufschlag auch gegen Seeziele eingesetzt werden.
Der Antrieb, eine Kombination aus Dampf- und Gasturbinen, Combined Steam and Gas (COSAG), der Bordhubschrauber und die spätere Einrüstung von Exocet-Seezielflugkörpern waren weitere Erstanwendungen auf einem britischen Kriegsschiff. Sie waren die einzigen Schiffe, die mit der Seaslug-Rakete ausgestattet waren. Die beiden zweiten Schiffe des ersten und die des zweiten Bauloses erhielten einige Modifizierungen, unter anderem erhielten die Mk. 2 Baureihe der Seaslug.
Die Zerstörer des zweiten Bauloses wurden während ihrer aktiven Zeit modernisiert. Zwei 20-mm Flak, Corvus Radar-Täuschkörper (Chaff) Werfer und die erwähnten Exocet-Raketen ersetzten einen der 114-mm Geschütztürme. Die Elektronik wurde ebenfalls modernisiert. Hierzu zählten ein Typ 278 Feuerleitradar für Luftziele und ein Typ 992Q Navigationsradar.

## Einheiten
Vereinigtes Königreich
Die Schiffe tragen die Namen verschiedener Grafschaften. In vier der Countys befanden sich Marinestützpunkte: Devonshire (Devonport, Plymouth), Hampshire (Portsmouth), Kent (Chatham) und Fife (Rosyth). Glamorgan und Antrim sind die Grafschaften in Wales und Nordirland mit den wichtigsten Häfen, die gleichzeitig auch jeweils die Landeshauptstädte sind, nämlich Cardiff und Belfast, genauso wie London, gleichzeitig Hauptstadt des englischen Landesteils. Norfolk ist Heimatgrafschaft von Horatio Nelson, 1. Viscount Nelson, mit den früher wichtigen Hafenstädten Great Yarmouth und King’s Lynn. Vier der Namen trugen bereits Einheiten der oben erwähnten Kreuzer-Klasse.
Batch 1
| Kennung | Name       | Bauwerft        | Kiellegung       | Stapellauf         | In Dienst        | Außer Dienst  | Verbleib                                 |
| ------- | ---------- | --------------- | ---------------- | ------------------ | ---------------- | ------------- | ---------------------------------------- |
| D02     | Devonshire | Cammell, Laird  | 9. März 1959     | 10. Juni 1960      | 15. Juni 1962    | 1978          | am 17. Juni 1984 als Zielschiff versenkt |
| D06     | Hampshire  | John Brown      | 26. März 1959    | 16. März 1961      | 15. März 1963    | 1976          | nach 1979 abgewrackt                     |
| D12     | Kent       | Harland & Wolff | 1. März 1960     | 27. September 1961 | 15. August 1963  | 1980          | nach 1980 abgewrackt                     |
| D16     | London     | Swan Hunter     | 26. Februar 1960 | 7. Dezember 1961   | 4. November 1963 | Dezember 1981 | an Pakistan, Babur                       |

Batch 2
| Kennung | Name      | Bauwerft          | Kiellegung         | Stapellauf        | In Dienst        | Außer Dienst | Verbleib                              |
| ------- | --------- | ----------------- | ------------------ | ----------------- | ---------------- | ------------ | ------------------------------------- |
| D18     | Antrim    | Upper Clyde       | 20. Januar 1966    | 19. Oktober 1967  | 14. Juli 1970    | 1984         | an Chile, Almirante Cochrane (DLH-12) |
| D19     | Glamorgan | Vickers-Armstrong | 13. September 1962 | 9. Juli 1964      | 11. Oktober 1966 | 1986         | an Chile, Almirante Latorre (DLH-14)  |
| D20     | Fife      | Fairfield         | 1. Juni 1962       | 9. Juli 1964      | 21. Juni 1966    | Juni 1987    | an Chile, Blanco Encalada (DLH-15)    |
| D21     | Norfolk   | Swan Hunter       | 15. März 1966      | 16. November 1967 | 7. März 1970     | 1981         | an Chile, Capitán Prat (DLH-11)       |

 Chile
Chile erwarb zwischen 1982, dem Jahr des Falklandkrieges, und 1987 alle vier Schiffe des zweiten Bauloses und stellt sie, benannt nach Marineoffizieren, in Dienst. Sie waren in Valparaíso beheimatet.
| Kennung | Name               | Indienststellung | Außerdienststellung | Verbleib                                                   |
| ------- | ------------------ | ---------------- | ------------------- | ---------------------------------------------------------- |
| DLH-11  | Capitán Prat       | 1982             | 11. August 2006     | nach 2008 abgewrackt                                       |
| DLH-12  | Almirante Cochrane | 22. Juni 1984    | 7. Dezember 2006    | aufgelegt in Talcahuano (Stand 2010 zur Zeit des Tsunamis) |
| DLH-14  | Almirante Latorre  | 1986             | 1998                | ausgeschlachtet und am 11. April 2005 versenkt             |
| DLH-15  | Blanco Encalada    | 1988             | 12. Dezember 2003   | nach 2005 abgewrackt                                       |

 Pakistan
Pakistan erwarb vom früheren Mutterland im März 1982 die ehemalige London. Die Marine Pakistans stellt das Schiff unter dem Namen Babur erneut in Dienst. Nach der endgültigen Außerdienststellung 1993 wurde der Zerstörer nach 1995 abgewrackt.